# Monte Solo
Il Monte Solo (511 m s.l.m.) è una collina dei Monti Ausoni nell'Antiappennino laziale.
Si trova nel Lazio nella provincia di Frosinone, nel territorio comunale di Pastena.